# Puertomingalvo
Puertomingalvo is een gemeente in de Spaanse provincie Teruel in de regio Aragón met een oppervlakte van 103,62 km². Puertomingalvo telt 112 inwoners (1 januari 2016).

## Demografische ontwikkeling
Bron: INE, 1857-2011: volkstellingen